# Marly (Bogotá)
Marly é um bairro nobre residencial da Zona Este de Bogotá, Colombia, que integra juntamente com Pardo Rubio e Palermo.